# Too Hot to Handle (programma televisivo)
Too Hot to Handle è un programma televisivo britannico di genere reality, prodotto da Fremantle e distribuito in tutti i paesi in cui il servizio è disponibile, da Netflix.
La serie è condotta da un assistente virtuale chiamato Lana (doppiata in italiano da Greta Bortolotti) che dà al cast le regole che dovranno seguire durante la stagione. La narrazione fuori campo è affidata in lingua originale a Desiree Burch, la quale è doppiata in italiano da Beatrice Caggiula. Lo show si pone come obiettivo l'insegnare a giovani ragazzi single a creare autentici legami. Qualsiasi contatto sessuale fra i concorrenti comporta una riduzione del montepremi, che parte da $100.000.
I primi otto episodi della prima stagione sono stati resi disponibili il 17 aprile 2020; mentre il nono episodio della stessa è stato pubblicato l'8 maggio 2020.
A inizio 2021 Netflix comunica che la serie è stata rinnovata per la 2ª e la 3ª stagione.
Il 23 giugno 2021, i primi 4 episodi della 2ª stagione sono stati resi disponibili sulla piattaforma di Netflix. I restanti 6 episodi sono stati pubblicati il 30 Giugno del 2021. L'anno successivo, il 19 gennaio 2022 esce la 3ª stagione.
Il 7 dicembre 2022 sono stati presentati in anteprima i primi 5 episodi della quarta stagione, mentre i restanti 5 episodi sono stati pubblicati il 14 dicembre 2022.
Il 14 luglio 2023 sono stati rilasciati i 4 episodi della quinta stagione, i successivi 3 episodi sono stati rilasciati il 21 luglio 2023 e gli ultimi 3 episodi sono stati rilasciati il 28 luglio 2023.

## Format
La serie ha come protagonisti un gruppo di dieci single che vengono portati in un resort sulla spiaggia per quattro settimane per trovare l'amore e vincere un montepremi in denaro. Un paio d'ore ore dopo il ritiro, i concorrenti sono informati da un assistente virtuale, Lana, che non possono avere rapporti sessuali, baciarsi o masturbarsi. Se lo fanno, il montepremi diminuisce di un importo prestabilito. Il bacio può detrarre fino a $3.000 dal montepremi totale, il sesso orale fino a $6.000 e il rapporto sessuale completo può sottrarre fino a $20.000. A metà del gioco occasionalmente si aggiungono nuovi concorrenti che devono seguire le stesse regole degli altri. Allo stesso modo, i concorrenti che non riescono a creare legami nella casa o a impegnarsi nel percorso vengono talvolta espulsi, mentre altri possono ritirarsi volontariamente se ritengono che la loro crescita personale sarebbe più facilitata al di fuori dell'ambiente del programma. Durante il ritiro, Lana organizza dei diversi workshop volti a favorire la crescita personale, al fine di promuovere legami autentici tra i ragazzi come, ad esempio, lo Shibari.

## Edizioni
| Stagione | Narratore     | Conduzione | Periodo         | Periodo          | Puntate | Concorrenti | Montepremi | Vincitore/i                                  |
| Stagione | Narratore     | Conduzione | Inizio          | Fine             | Puntate | Concorrenti | Montepremi | Vincitore/i                                  |
| -------- | ------------- | ---------- | --------------- | ---------------- | ------- | ----------- | ---------- | -------------------------------------------- |
| 1ª       | Desiree Burch | Lana       | 17 aprile 2020  | 18 maggio 2020   | 8       | 14          | $75,000    | Tutti eccetto Kori, Madison, Matthew e Haley |
| 2ª       | Desiree Burch | Lana       | 23 luglio 2021  | 30 luglio 2021   | 10      | 15          | $55,000    | Marvin                                       |
| 3ª       | Desiree Burch | Lana       | 19 gennaio 2022 | 19 gennaio 2022  | 10      | 15          | $90,000    | Beaux & Harry                                |
| 4ª       | Desiree Burch | Lana       | 7 dicembre 2022 | 14 dicembre 2022 | 10      | 14          | $89,000    | Nick & Jawahir                               |
| 5ª       | Desiree Burch | Lana       | 14 luglio 2023  | 28 luglio 2023   | 10      | 14          | $100,000   | Elys Hutchinson                              |
| 6ª       | Desiree Burch | Lana       | 19 luglio 2024  | 2 agosto 2024    | 10      | 16          | $125,000   | Bri Balram, Demari Davis, Gianna Pettus      |

## Cast

### Stagione 1
Il cast è stato rivelato su Entertainment Tonight il 10 aprile 2020.
| Concorrente             | Età | Luogo di nascita               | Entrata    | Uscita     | Stato       |
| ----------------------- | --- | ------------------------------ | ---------- | ---------- | ----------- |
| Chloe Veitch            | 21  | Essex, Inghilterra             | Episodio 1 | Episodio 8 | Vincitrice  |
| David Birtwistle        | 28  | Londra, Inghilterra            | Episodio 1 | Episodio 8 | Vincitore   |
| Francesca Webb (Farago) | 26  | Vancouver, Columbia Britannica | Episodio 1 | Episodio 8 | Vincitrice  |
| Harry Jowsey            | 22  | Brisbane, Queensland           | Episodio 1 | Episodio 8 | Vincitore   |
| Kelechi "Kelz" Dyke     | 27  | Londra, Inghilterra            | Episodio 1 | Episodio 8 | Vincitore   |
| Nicole O'Brien          | 23  | Contea di Cork, Irlanda        | Episodio 1 | Episodio 8 | Vincitrice  |
| Rhonda Paul             | 27  | Atlanta, Georgia               | Episodio 1 | Episodio 8 | Vincitrice  |
| Sharron Townsend        | 25  | Camden, New Jersey             | Episodio 1 | Episodio 8 | Vincitore   |
| Bryce Hirschberg        | 29  | Venice, California             | Episodio 3 | Episodio 8 | Vincitore   |
| Lydia Clyma             | 22  | Portsmouth, Hampshire          | Episodio 6 | Episodio 8 | Vincitrice  |
| Kori Sampson            | 22  | Plymouth, Inghilterra          | Episodio 6 | Episodio 8 | Eliminato/A |
| Madison Wyborny         | 20  | Los Angeles, California        | Episodio 6 | Episodio 8 | Eliminato/A |
| Matthew Smith           | 29  | Highlands Ranch, Colorado      | Episodio 1 | Episodio 6 | Ritirato    |
| Haley Cureton           | 20  | Jacksonville, Florida          | Episodio 1 | Episodio 6 | Eliminato/A |

#### Altre apparizioni
Matthew Smith ha partecipato alla ventunesima stagione di America's Next Top Model. Harry Jowsey è stato un concorrente nella prima stagione di Heartbreak Island in Nuova Zelanda. Lydia Clyma ha preso parte a The Magaluf Weekender e a Sex Clinic. Sharron Townsend apparso su MTV in Undressed nel 2017, ed ha avuto apparizioni minori in Love & Hip Hop e Creed II.

### Stagione 2
| Concorrente       | Età | Luogo di nascita          | Entrata    | Uscita      | Stato                |
| ----------------- | --- | ------------------------- | ---------- | ----------- | -------------------- |
| Marvin Anthony    | 26  | Parigi, Francia           | Episodio 1 | Episodio 10 | Vincitore            |
| Cam Holmes        | 24  | Newport, Galles           | Episodio 1 | Episodio 10 | Secondo classificato |
| Carly Lawrence    | 24  | Toronto, Canada           | Episodio 1 | Episodio 10 | Terza classificata   |
| Chase DeMoor      | 24  | Seattle, Arizona          | Episodio 1 | Episodio 10 | Finalista            |
| Melinda Berry     | 28  | New York City, New York   | Episodio 1 | Episodio 10 | Finalista            |
| Nathan Webb       | 27  | Dallas, Texas             | Episodio 1 | Episodio 10 | Finalista            |
| Emily Faye Miller | 27  | Londra, Inghilterra       | Episodio 1 | Episodio 10 | Finalista            |
| Elle Monae        | 25  | Washington, Washington    | Episodio 6 | Episodio 10 | Finalista            |
| Joey Joy          | 23  | Miami, Florida            | Episodio 6 | Episodio 10 | Finalista            |
| Tabitha Clifft    | 27  | Londra, Inghilterra       | Episodio 6 | Episodio 10 | Finalista            |
| Larissa Trownson  | 28  | Auckland, Nuova Zelanda   | Episodio 1 | Episodio 8  | Ritirata             |
| Robert Van Tromp  | 29  | Londra, Inghilterra       | Episodio 4 | Episodio 8  | Eliminato/A          |
| Christina Carmela | 30  | Città del Capo, Sudafrica | Episodio 4 | Episodio 8  | Eliminato/A          |
| Peter Vigilante   | 21  | Staten Island, New York   | Episodio 1 | Episodio 5  | Eliminato/A          |
| Kayla Jean Carter | 26  | Jacksonville, Florida     | Episodio 1 | Episodio 5  | Eliminato/A          |

### Stagione 3
| Concorrente            | Età | Luogo di nascita           | Entrata    | Uscita      | Stato                 |
| ---------------------- | --- | -------------------------- | ---------- | ----------- | --------------------- |
| Beaux Raymond          | 24  | Londra, Inghilterra        | Episodio 1 | Episodio 10 | Vincitori             |
| Harry Johnson          | 29  | Middlesbrough, Inghilterra | Episodio 1 | Episodio 10 | Vincitori             |
| Nathan Soan Mngomezulu | 24  | Città del Capo, Sudafrica  | Episodio 1 | Episodio 10 | Secondo Classificato* |
| Georgia Hassarati      | 26  | Queensland                 | Episodio 1 | Episodio 10 | Terzo Classificato    |
| Stevan Ditter          | 26  | Los Angeles, California    | Episodio 1 | Episodio 10 | Finalista             |
| Holly Scarfone         | 23  | Colorado                   | Episodio 1 | Episodio 10 | Finalista             |
| Izzy Fairthorne        | 22  | Cheltenham, Inghilterra    | Episodio 1 | Episodio 10 | Finalista             |
| Obi Nnadi              | 22  | Ontario, Canada            | Episodio 3 | Episodio 10 | Finalista             |
| Olga Bednarska         | 24  | Surrey, Inghilterra        | Episodio 3 | Episodio 10 | Finalista             |
| Brianna Giscombe       | 28  | Los Angeles, California    | Episodio 6 | Episodio 10 | Finalista             |
| Gerrie Labuschagne     | 26  | Città del Capo, Sudafrica  | Episodio 6 | Episodio 10 | Finalista             |
| Jackson Mawhinney      | 29  | Londra, Inghilterra        | Episodio 6 | Episodio 10 | Finalista             |
| Patrick Mullen         | 29  | Hawaii                     | Episodio 1 | Episodio 8  | Ritirato              |
| Truth DuVaun           | 23  | Texas                      | Episodio 1 | Episodio 5  | Eliminato/A           |
| Jazlyn "Jaz" Holloway  | 25  | Virginia                   | Episodio 1 | Episodio 5  | Eliminato/A           |

*Eliminato provvisoriamente nell'ottavo episodio, rientra in gioco nel nono.

### Stagione 4
| Concorrente        | Età | Luogo di nascita        | Entrata    | Uscita      | Stato                |
| ------------------ | --- | ----------------------- | ---------- | ----------- | -------------------- |
| Jawahir Khalifa    | 22  | Paesi Bassi             | Episodio 1 | Episodio 10 | Vincitori            |
| Nick Kici          | 28  | Michigan                | Episodio 1 | Episodio 10 | Vincitori            |
| Kayla Richart      | 22  | Los Angeles, California | Episodio 1 | Episodio 10 | Seconda classificata |
| Seb Melrose        | 24  | Glasgow, Scozia         | Episodio 1 | Episodio 10 | Terzo classificato   |
| Brittan Byrd       | 22  | Hawaii                  | Episodio 1 | Episodio 10 | Finalista            |
| Dominique Defoe    | 23  | Colorado                | Episodio 1 | Episodio 10 | Finalista            |
| Flavia Laos Urbina | 25  | Lima, Perù              | Episodio 4 | Episodio 10 | Finalista            |
| Imogen Ewan        | 24  | Sydney, Australia       | Episodio 7 | Episodio 10 | Finalista            |
| James Pendergrass  | 23  | Hawaii                  | Episodio 1 | Episodio 10 | Finalista            |
| Nigel Jones        | 29  | New Jersey              | Episodio 1 | Episodio 10 | Finalista            |
| Shawn Wells        | 25  | Florida                 | Episodio 7 | Episodio 10 | Finalista            |
| Creed McKinnon     | 24  | Perth, Australia        | Episodio 1 | Episodio 10 | Eliminato/A          |
| Sophie Stonehouse  | 22  | Brighton, Inghilterra   | Episodio 1 | Episodio 8  | Eliminato/A          |
| Ethan Smith        | 26  | Bristol, Inghilterra    | Episodio 4 | Episodio 8  | Eliminato/A          |

### Stagione 5
| Concorrente          | Età | Luogo di nascita        | Entrata    | Uscita      | Stato                |
| -------------------- | --- | ----------------------- | ---------- | ----------- | -------------------- |
| Elys Hutchinson      | 24  | Losanna, Svizzera       | Episodio 1 | Episodio 10 | Vincitrice           |
| Shedre "Dre" Woodard | 21  | Atlanta, Georgia        | Episodio 1 | Episodio 10 | Secondo classificato |
| Alex Snell           | 28  | Londra, Inghilterra     | Episodio 1 | Episodio 10 | Finalista            |
| Bryce Saltmarsh      | 22  | Gold Coast, Australia   | Episodio 7 | Episodio 10 | Finalista            |
| Christine Obanor     | 26  | Houston, Texas          | Episodio 1 | Episodio 10 | Finalista            |
| Courtney Randolph    | 25  | Houston, Texas          | Episodio 1 | Episodio 10 | Finalista            |
| Hunter Voetsek       | 24  | Arizona, U.S.A          | Episodio 1 | Episodio 10 | Finalista            |
| Linzy Luu            | 24  | Honolulu, Hawaii        | Episodio 7 | Episodio 10 | Finalista            |
| Louis Russell        | 20  | Hampshire, Inghilterra  | Episodio 1 | Episodio 10 | Finalista            |
| Megan Thomson        | 26  | Cambridge, Inghilterra  | Episodio 1 | Episodio 10 | Finalista            |
| Trey Rodgers         | 22  | Chicago, Illinois       | Episodio 4 | Episodio 10 | Finalista            |
| Yasmin Marziali      | 25  | Toronto, Canada         | Episodio 4 | Episodio 10 | Finalista            |
| Hannah Brooke        | 24  | Los Angeles, California | Episodio 1 | Episodio 8  | Eliminato/A          |
| Isaac Francis        | 24  | Morristown, New Jersey  | Episodio 1 | Episodio 8  | Eliminato/A          |

### Stagione 6
| Concorrente            | Età | Luogo di nascita         | Entrata    | Uscita      | Stato                |
| ---------------------- | --- | ------------------------ | ---------- | ----------- | -------------------- |
| Bri Balram             | 26  | Atlanta, Georgia         | Episodio 1 | Episodio 10 | Vincitrice           |
| Demari Davis           | 27  | Indiana, Stati Uniti     | Episodio 1 | Episodio 10 | Vincitore            |
| Gianna Pettis          | 20  | Arkansas, Stati Uniti    | Episodio 1 | Episodio 10 | Vincitrice           |
| Charlie Jeer           | 21  | Kent, Inghilterra        | Episodio 1 | Episodio 10 | Secondo classificato |
| Katherine LaPrell      | 28  | Los Angeles, California  | Episodio 1 | Episodio 10 | Seconda classificata |
| Chris Aalli            | 24  | Manchester, Inghilterra  | Episodio 1 | Episodio 10 | Secondo classificato |
| Lucy Syed              | 28  | Londra, Inghilterra      | Episodio 1 | Episodio 10 | Seconda classificata |
| Christian Lager        | 19  | Chicago, Illinois        | Episodio 4 | Episodio 10 | Finalista            |
| Flavia Laos Urbina     | 27  | Lima, Perù               | Episodio 2 | Episodio 10 | Finalista            |
| Jalen Olumu-Brown      | 26  | Florida, Stati Uniti     | Episodio 7 | Episodio 10 | Finalista            |
| João Coronel           | 22  | Porto Alegre, Brasile    | Episodio 1 | Episodio 10 | Finalista            |
| Sabrina Zima           | 22  | Grimsby, ON, Canada      | Episodio 7 | Episodio 10 | Finalista            |
| Valentina Ruenda Velez | 23  | Cali, Colombia           | Episodio 4 | Episodio 8  | Ritirata             |
| Kylisha Jag            | 24  | Toronto, Canada          | Episodio 1 | Episodio 7  | Eliminato/A          |
| Louis Russell          | 22  | Hampshire, Inghilterra   | Episodio 2 | Episodio 7  | Eliminato/A          |
| Jordan Frank           | 21  | San Clemente, California | Episodio 1 | Episodio 3  | Ritirato             |

## Spin-off

### Too Hot to Handle: Brasile
Dal 21 al 28 luglio 2021 è stato pubblicata la versione brasiliana dello stesso format con la conduzione di Lana. Rinnovata successivamente per una seconda stagione la serie torna nel settembre 2022
| Stagione | Titolo originale           | Narratore    | Conduzione | Periodo           | Periodo        | Puntate | Concorrenti | Montepremi | Vincitore/i                                                |
| Stagione | Titolo originale           | Narratore    | Conduzione | Inizio            | Fine           | Puntate | Concorrenti | Montepremi | Vincitore/i                                                |
| -------- | -------------------------- | ------------ | ---------- | ----------------- | -------------- | ------- | ----------- | ---------- | ---------------------------------------------------------- |
| 1ª       | Brincando com Fogo: Brasil | Bruna Luoise | Lana       | 21 luglio 2021    | 28 luglio 2021 | 8       | 14          |            | Tutti i concorrenti tranne Bruno Bachur e Gabriela Martins |
| 2ª       | Brincando com Fogo: Brasil | Bruna Luoise | Lana       | 28 settembre 2022 | 5 ottobre 2022 | 8       | 16          |            | Tutti i concorrenti rimasti                                |

### Too Hot to Handle: Germania
| Stagione | Titolo originale           | Narratore    | Conduzione | Periodo          | Periodo          | Puntate | Concorrenti | Montepremi | Vincitore/i   |
| Stagione | Titolo originale           | Narratore    | Conduzione | Inizio           | Fine             | Puntate | Concorrenti | Montepremi | Vincitore/i   |
| -------- | -------------------------- | ------------ | ---------- | ---------------- | ---------------- | ------- | ----------- | ---------- | ------------- |
| 1ª       | Too Hot to Handle: Germany | Larissa Rieß | Lana       | 28 febbraio 2023 | 28 febbraio 2023 | 10      | 15          | 86,000€    | Emely e Kevin |
| 2ª       | Too Hot to Handle: Germany | Larissa Rieß | Lana       | 18 febbraio 2023 | 18 febbraio 2023 | 8       | 10          |            | Fabian        |

### Too Hot to Handle: America Latina
| Stagione | Titolo originale          | Narratore      | Conduzione | Periodo        | Periodo        | Puntate | Concorrenti | Montepremi | Vincitore/i |
| Stagione | Titolo originale          | Narratore      | Conduzione | Inizio         | Fine           | Puntate | Concorrenti | Montepremi | Vincitore/i |
| -------- | ------------------------- | -------------- | ---------- | -------------- | -------------- | ------- | ----------- | ---------- | ----------- |
| 1ª       | Jugando con Fuego: Latino | Itatí Cantoral | Lana       | 21 luglio 2021 | 28 luglio 2021 | 8       | 14          | 100.000$   |             |

### Too Hot to Handle: Italia
Dal 18 luglio 2025 è stata pubblicata la versione italiana dello stesso format, condotta da Fred De Palma.
| Stagione | Titolo originale          | Narratore     | Conduzione           | Pubblicazione  | Puntate | Concorrenti | Montepremi | Vincitore/i |
| -------- | ------------------------- | ------------- | -------------------- | -------------- | ------- | ----------- | ---------- | ----------- |
| 1ª       | Too Hot to Handle: Italia | Fred De Palma | Fred De Palma e Lana | 18 luglio 2025 | 8       | 13          | 62.000€    | Daniele     |

## Produzione

### Background
Lo show è stato creato da Laura Gibson e sviluppato da Charlie Bennett, citando l'episodio di Seinfeld "The Contest" come ispirazione per la trama di Too Hot to Handle. Laura Gibson, direttore creativo della società di produzione di proprietà di Fremantle Talkback, che ha prodotto la serie in otto puntate, ha detto a Deadline Hollywood che aveva lavorato per produrre un dating show dal 2016.
Viki Kolar e Jonno Richards, produttori esecutivi di Too Hot to Handle, hanno affermato di aver trovato ispirazione per il personaggio virtuale dall'intelligenza artificiale e dagli assistenti virtuali, in particolare nella videosorveglianza.

### Sviluppo
Il 5 maggio 2019, Netflix ha applicato al marchio la frase "Too Hot to Handle" per scopi educativi, formativi, di intrattenimento, sportivi e culturali. La domanda è stata approvata il 24 giugno 2019 ed è stata prorogata il 5 marzo 2020. Ciò è stato fatto anche con altri programmi originali Netflix come Stranger Things, The OA e Big Mouth. Too Hot to Handle è stato prodotto dalla società di produzione Fremantle Talkback.
Lo show, invece di usare una persona vera come conduttore, ha usato un assistente virtuale di nome Lana. Desiree Burch si è occupata della narrazione fuori campo, facendo commenti accesi e comici nei confronti dei concorrenti.

### Casting
Nel 2018, Talkback ha annunciato che i casting per un reality show senza titolo erano aperti. In totale, oltre 3.000 persone hanno fatto il provino per partecipare allo show; tuttavia, la produttrice Louise Peet ha dichiarato che le persone che alla fine hanno finito per essere prese nello show si sono distinte particolarmente durante i casting e sono state scelte rapidamente.

### Riprese
Un resort di lusso chiamato Casa Tau a Punta Mita, in Messico, è stato aperto agli ospiti a dicembre 2018. Poco dopo, Too Hot to Handle ha iniziato le riprese a Casa Tau a fine marzo 2019 e le ha terminate ad aprile. Al termine delle riprese, tutti i quattordici concorrenti hanno potuto trascorrere diversi giorni al resort senza telecamere prima di tornare a casa.
Durante la pandemia di COVID-19 nel 2021 per il rinnovo della 2ª e 3ª stagione entrambe sono state girate nelle isole Turks e Caicos.

### Pubblicazione
Il 10 aprile 2020, Netflix ha rilasciato il trailer della prima stagione di Too Hot to Handle. La prima stagione di Too Hot to Handle ha avuto otto episodi, tutti pubblicati il 17 aprile 2020 su Netflix. Un episodio speciale di reunion è stato pubblicato l'8 maggio 2020, nel quale Desiree Burch ha intervistato i quattordici concorrenti per sapere cosa è successo dopo la fine del programma.

### Premio

#### Stagione 1
Alla cerimonia di assegnazione, i dieci concorrenti rimanenti sono diventati i vincitori. Bryce Hirschberg, Chloe Veitch, David Birtwistle, Francesca Farago, Harry Jowsey, Kelz Dyke, Lydia Clyma, Nicole O'Brien, Rhonda Paul e Sharron Townsend hanno tutti diviso il montepremi di $75.000, ottenendo $7.500 ognuno.

#### Stagione 2
Alla cerimonia di assegnazione, erano tre i concorrenti finalisti: Carly Lawrence, Cam Holmes e Marvin Anthony. Gli altri finalisti hanno votato per il vincitore, scegliendo Marvin come vincitore del montepremi di 55.000 dollari.

#### Stagione 3
Alla cerimonia di assegnazione, erano quattro i concorrenti finalisti: Beaux Raymond e Harry Johnson (come coppia), Georgia Hassarati e Nathan Soan Mngomezulu. Gli altri finalisti hanno votato per il vincitore, scegliendo Beaux e Harry come vincitori del montepremi di 90.000 dollari.

#### Stagione 4
Alla cerimonia di assegnazione, si è arrivati a due coppie finaliste: Jawahir Khalifa e Nick Kici, Kayla Richart e Seb Melrose. Gli altri finalisti hanno votato per il vincitore, e Jawahir e Nick si sono aggiudicati il montepremi di 89.000 dollari con un voto finale di 6 voti a 1.

#### Stagione 5
Alla cerimonia di assegnazione, si è arrivati a due concorrenti finalisti: Elys Hutchinson e Dre Woodard. Gli altri finalisti hanno votato per Elys per vincere il premio di 100.000 dollari. Elys ha deciso di dividere il premio con il secondo classificato Dre, ottenendo 50.000$ entrambi.

#### Stagione 6
Il montepremi era di 125.000 dollari quando si arrivò alla cerimonia di assegnazione. Lana annunciò che ci sarebbero stati tre vincitori questa stagione, una coppia e un single che si era impegnato a rispettare le regole del ritiro. La coppia avrebbe vinto i 100.000$ e il single avrebbe vinto i 25.000$. Dylan Simmons e Leo Carter e Charlie Jeer e Katherine LaPrell furono annunciati come le due coppie in lizza per i 100.000. Dylan e Leo vinsero i 100.000 in seguito a un voto di 7 a 1 da parte dei finalisti, lasciando Charlie e Katherine come secondi classificati. Gianna Pettus fu scelta da Lana come single per vincere i $ 25.000, lasciando Chris Aalli e Lucy Syed come secondi classificati per quel premio in denaro.

## Accoglienza
Too Hot to Handle è stato il programma televisivo numero 1 su Netflix durante la settimana del 20 aprile. Il sito web aggregatore di recensioni Rotten Tomatoes dà alla prima stagione di Too Hot to Handle un 35%, con una valutazione media di 4,41 su 10 su 23 recensioni. Metacritic, che utilizza una media ponderata, dà alla serie un metascore di 43 basato su 10 recensioni, indicando "recensioni miste o medie".
Il critico John Serba di Decider ha fatto una panoramica dello show, descrivendolo come "un miscuglio di Temptation Island, Love Island, "The Contest" (episodio di Seinfeld) e "L'angolo dei bomboloni di Peter Griffin" (segmento presente nell'episodio quattordici della quarta stagione de I Griffin "Abbasso la censura")".